# エッティンゲン・イン・バイエルン
エッティンゲン・イン・バイエルン（ドイツ語: Oettingen in Bayern、公式な表記は Oettingen i.Bay.、ドイツ語発音: [ˈœtɪŋən]）はドイツ連邦共和国バイエルン州シュヴァーベン行政管区のドナウ＝リース郡に属す市で、エッティゲン・イン・バイエルン行政共同体の本部所在地である。

## 地理

### 位置
この市はドナウ川支流のヴェルニッツ川沿い、直径25kmの巨大な隕石クレーターであるリースの北縁部に位置する。

### 市の構成
本市は、公式には12の地区 (Ort) からなる。このうち小集落や孤立農場などを除く集落を以下に列記する。
- エルルバッハ
- ホイベルク
- レーミンゲン
- ニーダーホーフェン
- ニッティンゲン
- エッティンゲン・イン・バイエルン

## 歴史
新石器時代の出土品が証明するように、紀元前5000年頃にはすでに、この地域には定住者があった。この他に青銅器時代の定住跡やローマ時代の村といった考古学的遺跡が発掘されている。
この市は何世紀にもわたり、エッティンゲン侯領の首都であった。1806年にバイエルン領となった。
第二次世界大戦でこの街は爆撃によって大きな被害を受けた。連合軍は1945年2月23日に約500発の爆弾を投下した。これにより199人が死亡した。

### 紋章
図柄: 赤地に銀の斜め十字（アンドレアス十字）

## 文化と見所
- 王の塔: 下の門の塔、別名「王の塔」は現存する唯一の旧防衛施設としての塔である。門の前には下の郭外町があり、町を抜けた反対側には「外側の下の門」で護られていた。王の塔の1階は13世紀の遺構を遺している。市の領主と市民は共同で1594年から1596年に新しい塔を建てたのである。内部には、牢獄として使われていた頃の獄房が遺されている。
- 市庁舎: 市庁舎はシュヴァーベン地方で最も壮麗な木組み建築の一つである。石造りの1階は1431年に造られたもので、玄関にも石が敷かれている。上階部分や印象的な屋根の木組みは1480年に設けられたものである。1986年から1993年の大改修で隣接する17世紀の木組み家屋と接続された。この市庁舎は市行政と同時に行政共同体の業務を行う庁舎でもある。
- マルクト広場: マルクト広場はエッティンゲン市街の中心地となっている。休日にはこの広場で週の市が開催される。特筆すべきはその建築様式であり、東側にはバロック建築が、西側には木組み建築が並ぶ。
- エッティンゲンのコウノトリ: 遅くともルートヴィヒ16世伯（400年以上前）にはすでにエッティンゲンにコウノトリが巣を作っていた。ルートヴィヒ伯はコウノトリを愛好した。伝説によればシュマルカルデン戦争後、エッティンゲン伯が荒廃したこの街を去った時、コウノトリも渡りに発ち戻って来なくなった。長い時代が過ぎ、1563年に伯がこの街に戻るとコウノトリも再び姿を見せるようになり現在に至っているという。
- 旧ギムナジウム: この建物はアルベルト・エルンスト3世の命に基づき、ヨハン・クリスティアン・リュトリヒによって1724年に建設された。この建物は1563年に創設されたラテン語学校となり、聖職者や役人となる若い世代を養成すべしと北側の銘板に記されている。西側には貝模様の飾りで縁取られた壁の窪みがあるがここには何の像も置かれていない。現在この建物には、市立図書館、老人センター、市民大学が入っている。
- 聖ヤーコプ・プロテスタント教区教会: 聖ヤーコプ・プロテスタント教区教会はシュロスプラッツ（城館広場）の東側に面している。西のファサードにある尖頭アーチ型の窓はゴシック教会であるとの印象を与える。しかしこの面の窓は19世紀初めにネオ・ゴシック風に造られたものである。内陣がゴシック起源の建物にもかかわらず、内装はバロック様式の装飾がなされている。これは1681年にアルブレヒト・エルンスト1世によるものである。この教会の親教会は3km離れたエーリンゲンにあった。1312年にエッティンゲンが独立した教区になった際に内陣の新築が始まり（1326年完了）、1430年に長堂の建設もなされた。1461年には塔がクランツまで建設された。塔の北西面に1461の年号と紋章が見られる。塔の八角形の建物は1565年に完成した。この塔には1930年代までに塔守が住んでいた。18世紀中頃までこの教会の周辺は墓地であった。教会内にある墓標板はこの墓地からのものである。
- 聖ゼバスティアン・カトリック教区教会: 現在のカトリック教区教会である聖ゼバスティアン教会の起源は、1467年のゼバスティアンの日（1月20日）にこの場所で起きた「血の奇蹟」にある。ウルリヒ伯が礼拝堂を設けるためにこの教会を拡張した。一時期ここへ巡礼が行われたこともあった。聖ゼバスティアンはペストから護ってくれる守護聖人であり、リースの守護聖人でもあった。ヴェムディングの人達は、1647年の誓約に従って、現在でも20年に1度大きな行列を組んでロウソクをエッティンゲンに運んで来る。この行事が行われた最も近くは1992年であった。内陣横にある1490年のペストの絵の他、地下聖堂には聖ゼバスティアンの聖遺物が保管されている。教会は宗教の分離に伴い1563年にカトリックの教区教会となった。19世紀中頃に老朽化のため長堂が取り壊されて、新たに建て替えられた。ネオ・ゴシック様式の内装調度は1959年から1963年の改修時に取り除かれた。現在、聖アンナ礼拝堂の聖像である聖アンナとマリア、キリストの像、聖家族像がある。
- グルフト教会: 現在見られるこの礼拝堂は1270年頃に完成した教会の遺構である。東のファサードには、大きな尖頭アーチ型の窓の上にロマネスク様式の半円アーチのフリーズが見られる。フレームやヴォールト頂部は元々赤 - 青に彩色されていた。床は石材で装飾されている。教会内の北側には聖マリア、ヨハネとともに大光輪を背負った審判者イエスを描いた1450年頃のフレスコ画がかすかに見て取れる。1798年に領主の墓地礼拝堂に改築された。この柱間5間の建物のうち、2間分だけが遺されている。古典主義様式の内装調度や大理石の石棺に取りすがる女性像は、遺されていない。入り口の左右にはイグナーツ・インゲル作の悲しみの像（死の聖霊）がある。おそらく15世紀のものと思われる塔の北側には、エッティンゲン、ゼッケンドルフ、ゾンネベルクの紋章が掲げられている（郷土博物館からよく見える）。
- グルフトガルテン: 現在のグルフトガルテン付近がエッティンゲンの起源となった場所である。ここにはおそらく領主の宮廷が置かれており、ここを中心にアレマン後で「-ingen」と呼ばれる村が形成されていったものと推測される。750年頃にはすでにフルダ修道院の財産目録に "otingen" と記録されている。11世紀にはここに城塞が築かれ、それに手工業者の集落が連なった。城と町は力を増したエッティンゲン家の本拠地となり、エッティンゲン伯領の首邑となった。ルネサンス様式やバロック様式の印象的な建造物が新築あるいは改築され建ち並ぶようになった。「旧」城館は1539年からプロテスタント系のエッティンゲン＝エッティンゲン家のものとなったが、この家系は1731年にアルブレヒト・エルンスト2世が亡くなり、断絶した。城館の建物は1850年に礼拝堂を遺して取り壊された。
- 聖レオンハルト礼拝堂: この礼拝堂はヴェルニッツ川を渡る古い石橋が架かっていた場所にある。1500年に建造された礼拝堂のそばには、以前は橋の上に置かれていた聖ネポムクの像がある。この礼拝堂はゴシック様式の重要な祭壇を有している。厨子内の主像は聖レオンハルト（鎖が掛けられている）であり、左に聖ヴォルフガング、右に聖ロクスが並んでいる。祭壇城の飾り台には十四救難聖人像がある。これらの像はいずれも1500年頃のものである。特筆すべきは側翼のマリアの生涯と聖レオンハルトの生涯をテーマとするシーンを描いた絵画である。この絵はデューラー派に影響を与えたことが知られている。
- 聖アンナ礼拝堂: 川の対岸には聖アンナ礼拝堂、旧墓地、かつてのハンセン病患者隔離施設がある。礼拝堂は1484年に初めて記録され、1606年から1608年に現在の形に改築された。この礼拝堂が保有する芸術品アンナとマリア、ヨハネ像（1480年 - 1490年）、ピエタ像（15世紀末）、聖家族像（18世紀初め）は、聖ゼバスティアン・カトリック教区教会で見ることができる。かつてのハンセン病患者隔離施設は現在、ルター派の社会奉仕活動事務所となっている。
- カルヴァリの丘礼拝堂
- エッティンゲン城
- 城館中庭のマリアの泉: 歩いて通り抜けられる眺めの良い城館中庭には大きなバロック様式のマリア柱（1723年）が建てられた泉がある。
- 宮廷庭園: この庭園は19世紀中頃にそれまでのフランス式庭園から、当時流行していたイギリス式庭園に改造された。感銘を与えられるのはその木立で、中には樹齢200年のものもある。宮廷庭園は一部が公開されている。
- オランジュリ: オランジュリは1726年にフランチェスコ・デ・ガブリエリがエッティンゲン＝シュピールベルク家のために建造した。この建物はフランス式庭園内にあって温室として用いられ、オレンジやレモン、あるいはヤシの木といった当時としてはモダンでエキゾチックな植物が栽培されていた。1950年代の改造後は侯の家族の居館となっている。
- 市壁: シュタウフェン時代の市壁はリング状の壁としてほぼ完全に遺っている。しかし、市壁状の通路は19世紀初めに取り壊されわずかな断片が遺っているだけである。

### 博物館
- エッティンゲン郷土博物館
- 州立民俗芸術博物館エッティンゲン分館
- フュルンハイム・ビール醸造博物館

### ヴェルニッツ川の小島
ヴェルニッツ川とその古い川筋とに挟まれた小島には多くのレクリエーション施設が造られている。ヴェルニッツ川の水浴場、子供用水浴池の他、柵で囲んだ小動物園、バレーボールコート2面、サッカーグランド1面、ミニゴルフ場、スナイプ式水浴施設、ビアガーデンなどである。

## 経済と社会資本

### 交通
エッティンゲンは鉄道ネルトリンゲン - グンツェンハウゼン線に面しているが、この路線は現在、定期的な旅客運行を行っていない。

### 地元企業
この街には、多くの手工業者の他に木材・金属加工業者やドイツ最大のビール醸造業者の一つであるエッティンガー・ブロイライがある。また、オルガン製造業者シュタインマイヤーもこの街にある。この会社は、たとえばアイスランドのアークレイリのオルガンを作製した。しかし、この会社の最も有名な作品は、世界最大の教会オルガンであるパッサウ大聖堂のオルガンである。歴史主義様式の旧社屋が遺されている。

## 引用
1. ↑  https://www.statistikdaten.bayern.de/genesis/online?operation=result&code=12411-003r&leerzeilen=false&language=de Genesis-Online-Datenbank des Bayerischen Landesamtes für Statistik Tabelle 12411-003r Fortschreibung des Bevölkerungsstandes: Gemeinden, Stichtag (Einwohnerzahlen auf Grundlage des Zensus 2011)
2. ↑  Max Mangold, ed (2005). Duden, Aussprachewörterbuch (6 ed.). Dudenverl. p. 593. ISBN 978-3-411-04066-7
3. ↑  Bayerische Landesbibliothek Online
4. ↑  リース・ニュース: 空爆の記憶